# Mike Sands
Mike Sands, född 1 juli 1953, är en friidrottare från Bahamas. Han deltog vid olympiska sommarspelen 1972 och olympiska sommarspelen 1976.